# قطار سریع‌السیر فون راین
قطار سریع‌السیر فون راین (انگلیسی: Von Ryan's Express) فیلمی دربارهٔ جنگ جهانی دوم در ۱۱۷ دقیقه به کارگردانی مارک رابسون و با بازی فرانک سیناترا و تروور هاوارد محصول سال ۱۹۶۵ کشور ایالات متحده است.
فیلم جنگی و ماجرایی رنگی خوش ساختی که تا حدی نامحتمل اما هیجان انگیز و سرگرم‌کننده است. سیناترا در نقش سرهنگ شجاع و جسور آمریکایی حضور چشم‌گیری دارد. هاوارد نیز در مقام جانشین انگلیسی او در عملیات فرار، بازی قدرتمندانه‌ای ارائه می‌دهد. تدوین فیلم توسط (دورتی اسپنسر) از امتیازهای فیلم به‌شمار می‌آید.

## خلاصه داستان
سال ۱۹۴۳، اوج جنگ جهانی دوم، هواپیمای سرهنگ جوزف ل. رایان (فرانک سیناترا)، خلبان نیروی هوایی آمریکا، سرنگون می‌شود و او را به اردوگاه اسرا در ایتالیا می‌برند. در آنجا رایان عملیات فرار ۶۰۰ زندانی انگلیسی و آمریکایی را رهبری می‌کند.

## بازیگران
- فرانک سیناترا در نقش سرهنگ جوزف ال. راین (دوبلور چنگیز جلیلوند)
- تروور هاوارد در نقش سرگرد اریک فینچام (دوبلور خسرو شایگان)
- رافائلا کارا در نقش گابریلا (دوبلور زهرا آقارضا)
- برد دکستر در نقش گروهبان باستیک (دوبلور اصغر افضلی)
- سرجیو فانتونی در نقش سروان اریونی (دوبلور چنگیز جلیلوند)
- جان لیتون در نقش اورده (دوبلور ظفر گرایی)
- جیمز برولین در نقش سرباز ایمز (دوبلور امیرهوشنگ قطعه‌ای)
- ولفگانگ پرایس در نقش سرگرد فون کلمنت (دوبلور محمود قنبری)
- مایکل سنت کلیر در نقش گروهبان دانبر (دوبلور مرتضی احمدی)
- ادوارد مالهیر در نقش کنستانز (دوبلور اکبر منانی)
- ریچارد باکالین در نقش سرجوخه جیانینی (دوبلور علی محمد اشکبوس)